# FEB Eredivisie 1972-1973
La FEB Eredivisie 1972-1973 è stata la 28ª edizione del massimo campionato olandese di pallacanestro maschile. La vittoria finale è stata ad appannaggio del Flamingo's Haarlem.

## Risultati

### Stagione regolare
|     | Squadra            | G  | V  | P  | PF   | PS   | Pt. | Qualificazione |
| --- | ------------------ | -- | -- | -- | ---- | ---- | --- | -------------- |
| 1.  | Flamingo's Haarlem | 32 | 27 | 5  | 3235 | 2429 | 54  |                |
| 2.  | Punch Delft        | 32 | 25 | 7  | 3132 | 2592 | 50  |                |
| 3.  | Blue Stars         | 32 | 24 | 8  | 3082 | 2677 | 48  |                |
| 4.  | Lions Zandvoort    | 32 | 21 | 11 | 2827 | 2588 | 42  |                |
| 5.  | Rotterdam-Zuid     | 32 | 19 | 13 | 2954 | 2603 | 38  |                |
| 6.  | Leida              | 32 | 14 | 18 | 2870 | 2670 | 28  |                |
|     |                    |    |    |    |      |      |     |                |
| 7.  | EBBC Den Bosch     | 32 | 19 | 13 | 3054 | 2875 | 38  |                |
| 8.  | Donar Groningen    | 32 | 12 | 20 | 2520 | 2835 | 24  |                |
| 9.  | DED Amsterdam      | 32 | 10 | 22 | 2443 | 2758 | 20  |                |
| 10. | Haarlem Cardinals  | 33 | 10 | 23 | 2561 | 2919 | 20  |                |
| 11. | ASVU Amstelveen    | 33 | 9  | 24 | 2441 | 2805 | 18  | retrocesse     |
| 12. | Agon Amsterdam     | 32 | 3  | 29 | 2062 | 3430 | 6   | retrocesse     |

| FEB Eredivisie 1972-1973     |
| ---------------------------- |
| Flamingo's Haarlem 4º titolo |

## Formazione vincitrice
| N° | Naz.                   | Ruolo | Sportivo       |  | Alt. |  |
| -- | ---------------------- | ----- | -------------- |  | ---- |  |
|    | Paesi Bassi (bandiera) | AG    | Kees Akerboom  |  | 207  |  |
|    | Paesi Bassi (bandiera) |       | Ruud Harrewijn |  |      |  |
|    | Paesi Bassi (bandiera) | All.  | Jan Janbroers  |  |      |  |